# Paratropus ovides
Paratropus ovides är en skalbaggsart som först beskrevs av Sylvain Auguste de Marseul 1862.  Paratropus ovides ingår i släktet Paratropus och familjen stumpbaggar. Inga underarter finns listade i Catalogue of Life.